# Henrik Flöjt
Carl Henrik Flöjt (ur. 24 maja 1952 w Kajaani, zm. 26 września 2005 tamże) – fiński biathlonista, wicemistrz olimpijski i mistrz świata.

## Kariera
Pierwszy sukces w karierze osiągnął w 1973 roku, kiedy razem z kolegami z reprezentacji zdobył srebrny medal w sztafecie podczas mistrzostw świata juniorów w Lake Placid. Na rozgrywanych dwa lata później mistrzostwach świata w Anterselvie wspólnie z Simo Halonenem, Juhanim Suutarinenem i Heikkim Ikolą wywalczył złoty medal w tej samej konkurencji. Na tej samej imprezie zajął też jedenaste miejsce w sprincie. Kolejny medal zdobył na igrzyskach olimpijskich w Innsbrucku w 1976 roku, razem z Esko Sairą, Juhanim Suutarinenem i Heikkim Ikolą zajmując drugie miejsce w sztafecie. Był to jego jedyny start olimpijski. W tym samym roku wziął też udział w mistrzostwach świata w Anterselvie, plasując się na piątej pozycji w sprincie.
Nigdy nie wystąpił w zawodach Pucharu Świata.
Zdobył trzy złote medale mistrzostw Finlandii: w sprincie w 1975 roku oraz w sztafecie w latach 1972 i 1975.
Jego brat – Heikki także był biathlonistą.

## Osiągnięcia

### Igrzyska olimpijskie
| Rok  | Miejscowość | Konkurencje | Konkurencje | Konkurencje | Konkurencje | Konkurencje | Konkurencje | Konkurencje |
| Rok  | Miejscowość | IN          | SP          | PU          | MS          | RL          | MR          | SR          |
| ---- | ----------- | ----------- | ----------- | ----------- | ----------- | ----------- | ----------- | ----------- |
| 1976 | Innsbruck   | –           | nd.         | nd.         | nd.         | 2.          | nd.         | –           |

### Mistrzostwa świata
| Rok  | Miejscowość | Konkurencje | Konkurencje | Konkurencje | Konkurencje | Konkurencje | Konkurencje | Konkurencje |
| Rok  | Miejscowość | IN          | SP          | PU          | MS          | RL          | MR          | SR          |
| ---- | ----------- | ----------- | ----------- | ----------- | ----------- | ----------- | ----------- | ----------- |
| 1975 | Anterselva  | –           | 11.         | nd.         | nd.         | 1.          | nd.         | –           |
| 1976 | Anterselva  | nd.         | 5.          | nd.         | nd.         | nd.         | nd.         | –           |